# Matthew Lyon
Matthew Lyon, irsko-ameriški kmet, častnik in politik, * 14. julij 1749, Dublin, okrožje Wicklow, Irska, † 1. avgust 1822.
Lyon je do danes edini kongresnik ZDA, ki je bil izvoljen v Kongres ZDA, medtem ko je bil v zaporu (zaprli so ga zaradi žaljenja takratne zvezne vlade ZDA).